# Етлинген
Етлинген (њем. Ettlingen) град је у њемачкој савезној држави Баден-Виртемберг. Једно је од 32 општинска средишта округа Карлсруе. Према процјени из 2010. у граду је живјело 38.731 становника. Посједује регионалну шифру (AGS) 8215017.

## Географски и демографски подаци
Етлинген се налази у савезној држави Баден-Виртемберг у округу Карлсруе. Град се налази на надморској висини од 133 метра. Површина општине износи 56,7 km². У самом граду је, према процјени из 2010. године, живјело 38.731 становника. Просјечна густина становништва износи 683 становника/km².

## Међународна сарадња
| Мјесто     | Држава               | Врста сарадње | Од    |
| ---------- | -------------------- | ------------- | ----- |
| Гатчина    | Русија               | партнерство   | 1992. |
| Кливдон    | Уједињено Краљевство | партнерство   | 1980. |
|            | Француска            | партнерство   | 1961. |
|            | Француска            | партнерство   | 1962. |
| Етож       | Француска            | партнерство   | 1973. |
|            | Француска            | партнерство   | 1953. |
| Миделкерке | Белгија              | партнерство   | 1971. |
| Извор      |                      |               |       |